# Gustav Vigeland

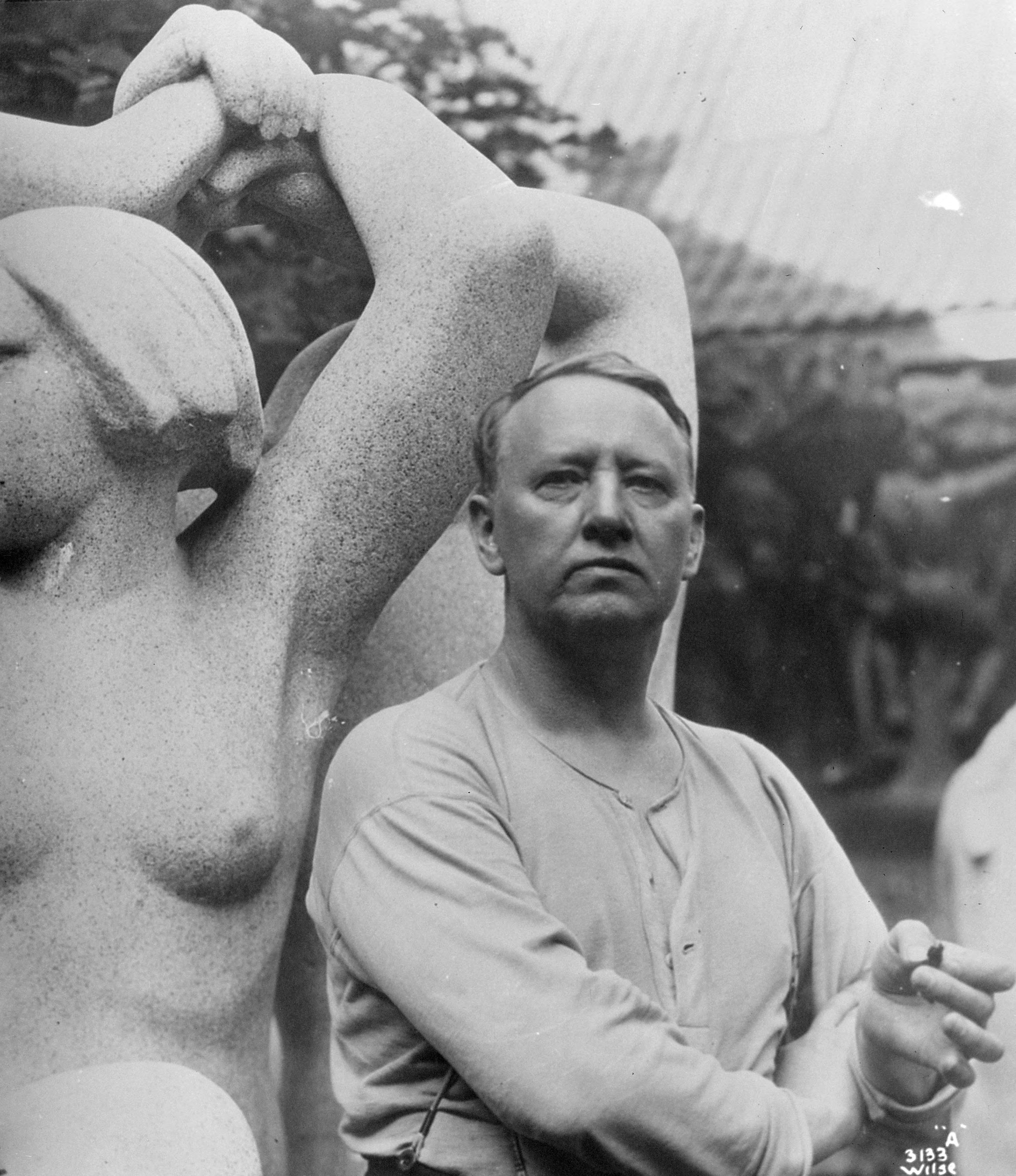
Gustav Vigeland, 1929, door Anders Beer Wilse.

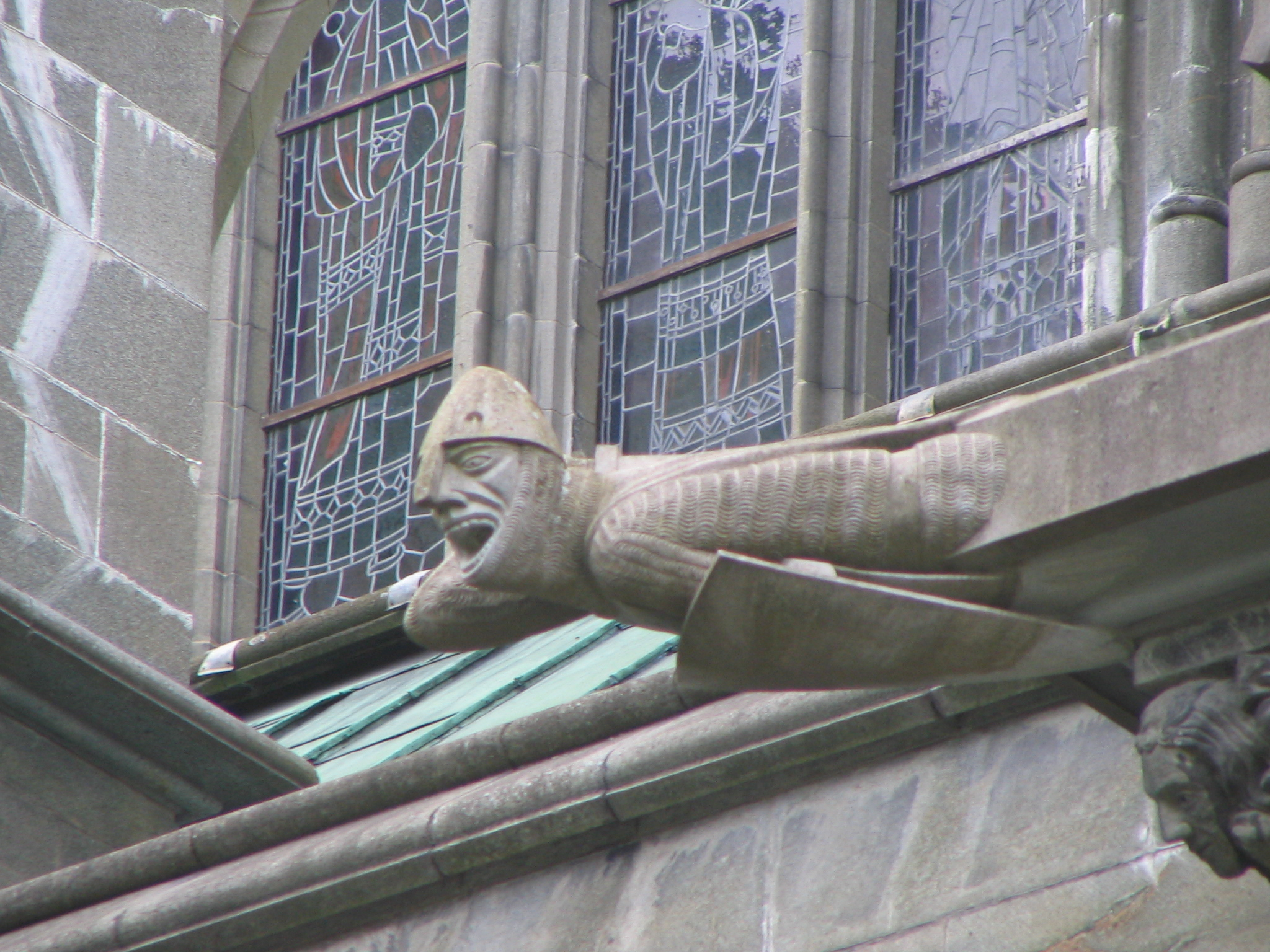
Gargouille Nidaroskathedraal Trondheim

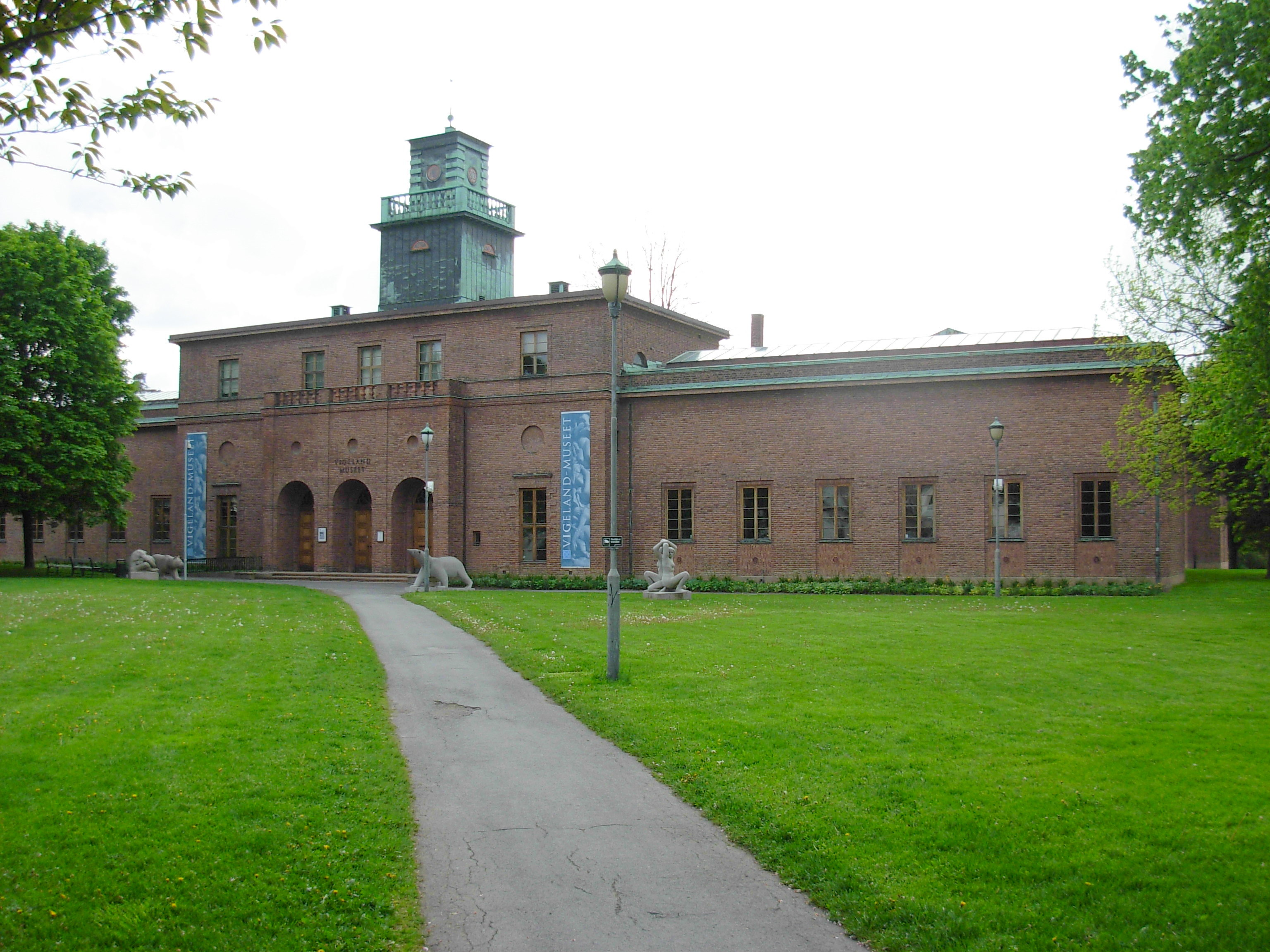
Vigeland Museet in Oslo

Gustav Vigeland (Mandal, 11 april 1869 – Oslo, 12 maart 1943) was een Noorse beeldhouwer.

## Leven en werk
Gustav Vigeland werd geboren in Mandal in de provincie Vest-Agder. Hij kreeg in zijn jeugd een opleiding tot houtsnijder en volgde aansluitend een beeldhouwstudie bij Brynjulf Bergslien. Hij kreeg zijn eerste tentoonstelling in 1889 met het werk Hagar og Ismael (1889), sterk geïnspireerd door het neoclassicistische voorbeeld van Bertel Thorvaldsen. Vigeland volgde korte tijd avondklassen aan de Koninklijke Tekenacademie en werkte in 1890 in het atelier van de beeldhouwer Mathias Skeibrok.

### Periode 1891-1895
In 1891 kreeg hij een beurs van de Noorse staat, hetgeen hem in staat stelde om een jaar in Kopenhagen in de studio van Vilhem Bissen te werken. Hij creëerde hier zijn eerste naturalistische beeldengroep, Sovende kvinne (1892). Hij verbleef in 1893 enkele maanden in Parijs, waar hij het atelier van Auguste Rodin diverse keren bezocht en zeer onder de indruk raakte van diens werk La porte de l'enfer. Terug in Noorwegen maakte hij zijn eigen, daarop geïnspireerde werk, een groot reliëf Helvete.
In 1895 trok Vigeland naar Berlijn, waar hij bijna vier maanden bleef en Duitse, Poolse en Scandinavische kunstenaars ontmoette, waaronder Stanisław Przybyszewski en Edvard Munch, met wie hij bevriend raakte. Van beiden maakte hij een buste, die helaas verloren zijn gegaan. Het enige werk dat nog uit zijn Berlijnse periode bewaard is gebleven, is de beeldengroep De nedbøyde. Na Berlijn reisde Vigeland verder naar Florence. Hij keerde in 1896 in Noorwegen terug.

### Periode 1896-1910
In de tweede helft van de jaren 90 van de negentiende eeuw beleefde Vigeland een moeilijke periode met weinig opdrachten. Zijn medewerking aan de restauratie van de gotische Nidaroskathedraal van Trondheim, die sinds 1869 aan de gang was, betekende een ommekeer. Hij leverde in 1897 voorstellen en schetsen aan de architect en ontving in 1898 de opdracht voor een beeld van de Noorse beschermheilige Sint-Olaf. Nog hetzelfde jaar trok hij naar Trondheim en maakte in 1898 in een primitief atelier 16 gargouilles voor de toren van de kathedraal. Hij creëerde er uiteindelijk 44 modellen voor sculpturen. Tot de bekendste uitgevoerde werken behoren: zeven eikenhouten, beschilderde beelden voor het interieur van de kathedraal van onder anderen: de profeet Elia (1899), Maria (1899), diverse engelen (1898-1902) en een crucifix (1902).
Na 1900 legde Vigeland zich toe op een meer realistische stijl, waarbij de menselijke figuur en de verhouding man-vrouw centraal stond. Voorbeelden uit deze periode zijn de marmeren beelden Ung mann og kvinne (jonge man en vrouw, 1906), Torso (1908) en Mor og barn (moeder en kind, 1909) en de gipsen beelden Mann og kvinne (man en vrouw, 1903/4) en Tiggerne (bedelaars, 1908).

### Periode 1910-1943
Rond 1913 herzag Vigeland zijn stijl weer: hij koos voor minder detaillering en grotere volumes, onder invloed van de in heel Europa aan de gang zijnde veranderingen in de beeldhouwkunst. Bekend is dat Vigeland foto's had aangeschaft van Henri Matisse's sculpturen en in het kubisme geïnteresseerd was. Dit alles leidde rond 1913-1915 tot zijn wens alleen nog in een hardere steen, zoals graniet, te hakken. Een bekend voorbeeld is het beeld Piken på reinsdyret (Meisje op een rendier, 1920).
In 1914 ontwierp hij een eerste plan voor een monumentaal werk in een park, een beeldenpark met meerdere beeldengroepen rond een fontein. Hij ging zijn werkwijze afstemmen op het ontwerpen voor de openbare ruimte. Zijn plan werd werkelijkheid met het Vigelandsanlegget (Vigelandpark).
Vigelands minst bekende werken zijn de constructies in smeedijzer, zoals de hekwerken voor het Frognerpark en kleiner vrijstaand smeedwerk zoals Smijernsdrager (hagedissen, ca. 1930). Vanaf 1928 had Vigeland de beschikking over een eigen smederij in Frogner. Ook maakte Vigeland bronzen beelden zoals Livshjulet (Levenswiel, 1933/1934).
Vigeland overleed in 1943. Zijn as wordt nog steeds bewaard in de klokkentoren van de studio bij het Frognerpark, waar hij sinds 1924 woonde en werkte.

## Vigelandsanlegget
In het Frognerpark in Oslo bevindt zich het zogenaamde Vigelandanlegget (Vigelandpark), een monumentaal complex, dat bestaat uit een reusachtige verzameling van meer dan 200 figuren uit brons en steen van Gustav Vigeland. Het beeldenpark is ontstaan in de jaren 1923 tot 1943.

## Vigeland Museum
In het zuidelijk deel van het Frognerpark, in de Nobelsgate 32, bevindt zich nog de voormalige woning/studio van de beeldhouwer, die sinds 1947 dienstdoet als Vigeland-Museet met een collectie sculpturen en tekeningen.

## Fotogalerij

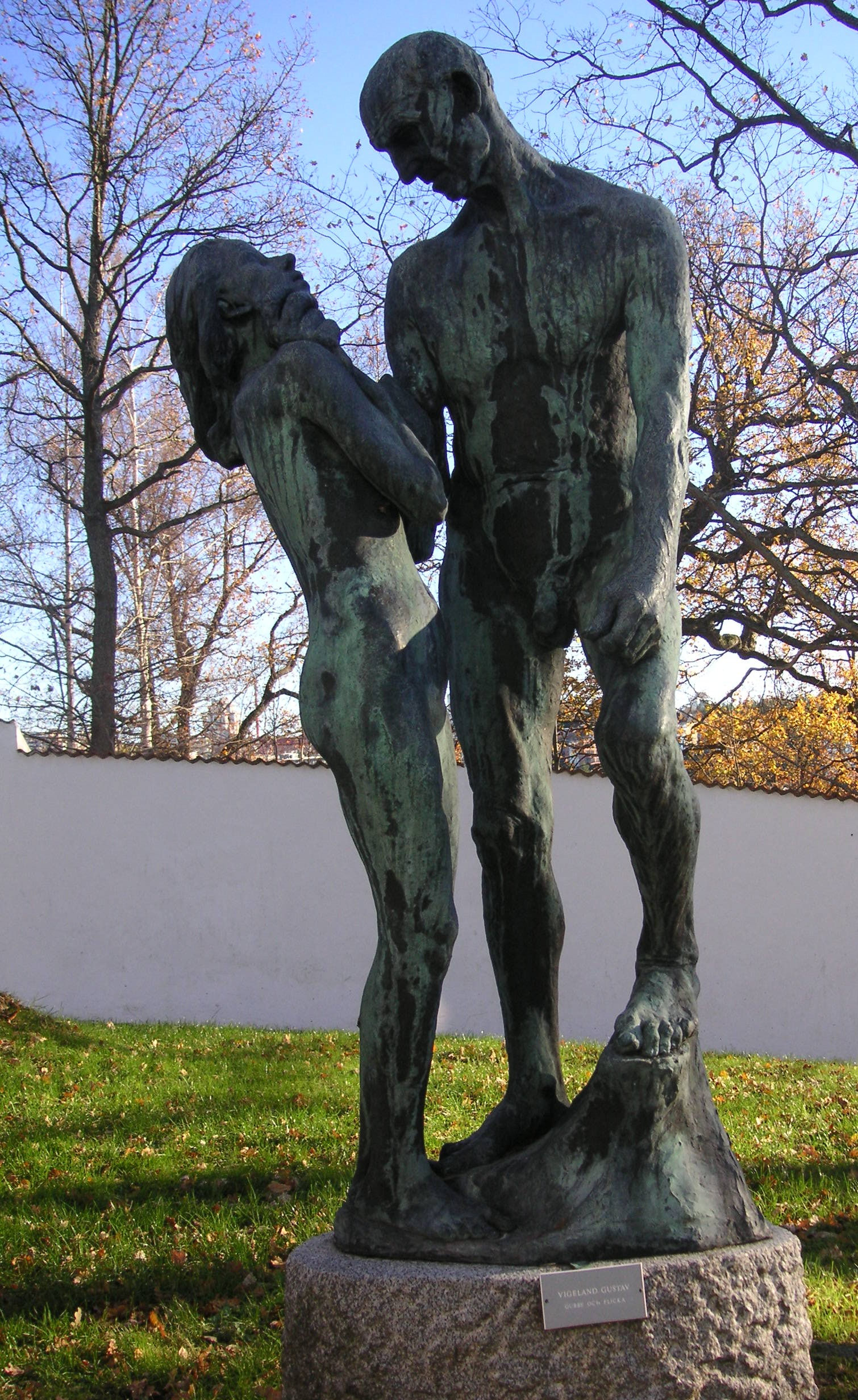
Gubbe och flickan in Stockholm
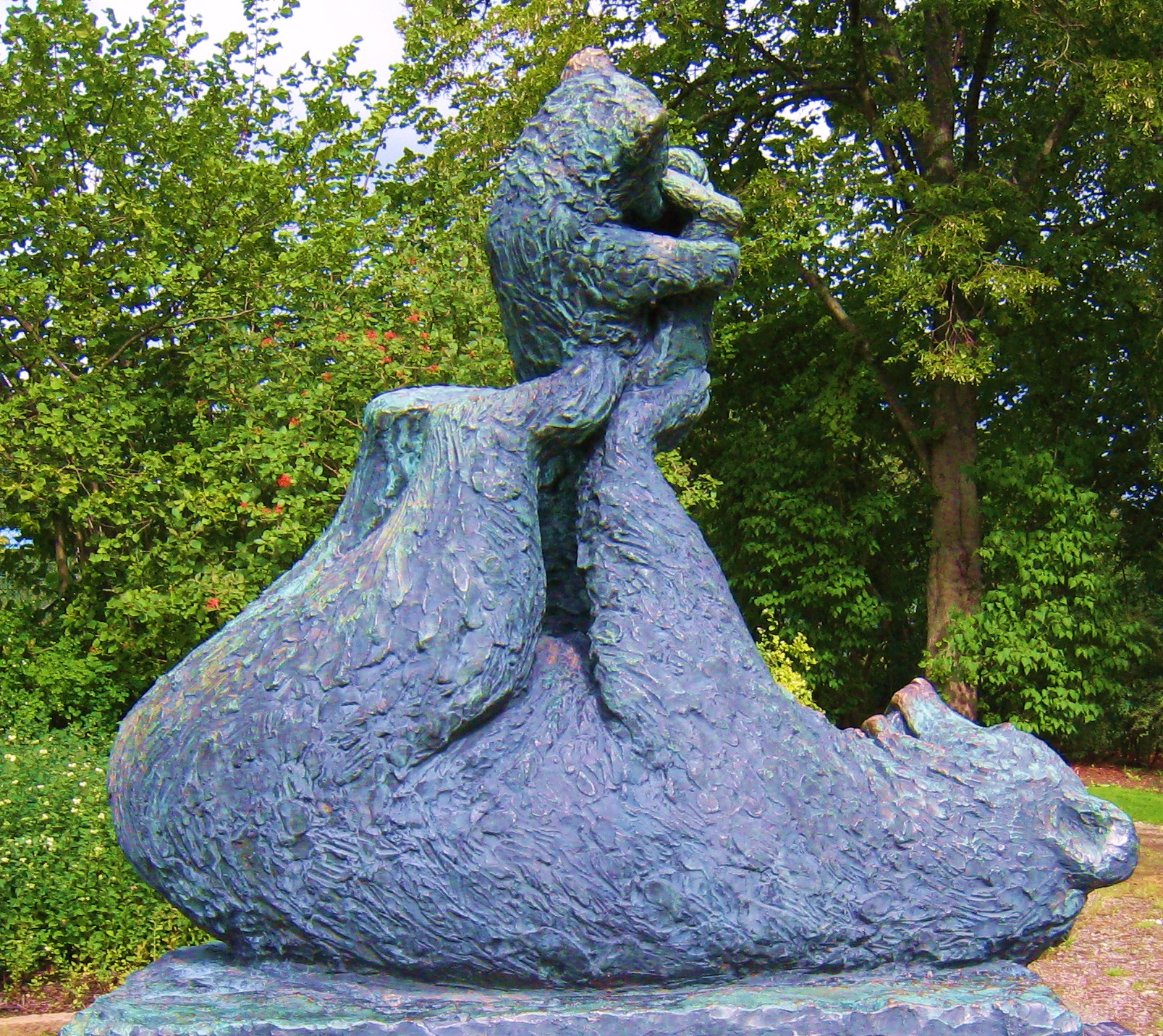
Lekande Björnar (1915), Marabouparken in Sundbyberg
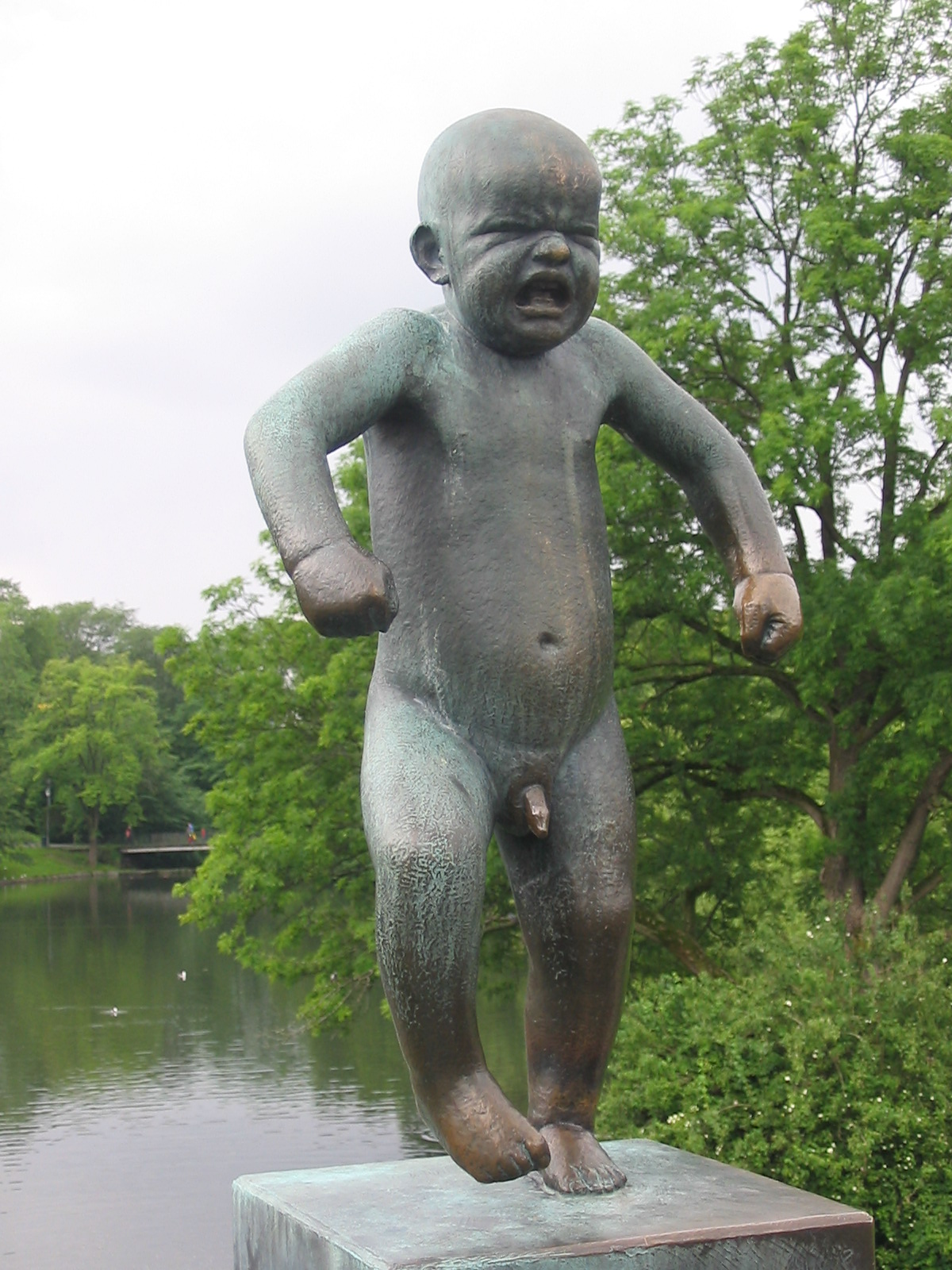
Sinnataggen (1928) in het Vigelandpark in Oslo